# Hofsjökull
Hofsjökull är en platåglaciär i mellersta Island. Den totala arean är 925 km² och har en högsta punkt på 1 764 meter.
Hofsjökull utgör källområden för flera olika vattendrag till exempel Héraðsvötn, Þjórsá och Blanda.